# Retskilde
Retskilde er en fællesbetegnelse for lov eller en dom eller et princip eller en sædvane eller andet, som danner grundlag for at fastlægge gældende ret; og dermed gældende retsregler, som er bindende for bl.a. domstoles afgørelser. Dansk ret findes i mange andre typer retskilder end blot love. Det vil sige, at gældende love kun udgør en delmængde af gældende ret. Der findes uskrevne (ikke lovfæstede) retskilder, hvilket bl.a. skyldes, at Anders Sandøe Ørsted afviste lovfæstelse (kodificering) for dansk ret. Det har også betydning, at det oftest varer mindst 30 dage at vedtage en lov ifølge Folketingets forretningsorden § 17.

## Definition
Retskilder kan defineres som de regler, som domstolene kan forventes at ville anvende ved afgørelsen af spørgsmål, der forelægges domstole (Alf Ross, Om ret og retfærdighed, 1953). Formuleret metaforisk kan man sige, at gældende ret udspringer af flere retskilder; hvoraf flere typer retskilder er påvirket af EU-retten. Seks vigtige typer retskilder i dansk ret er nævnt nedenfor.

## Dansk ret

### De fleste retskilder opdeles i fire forskellige hovedkategorier
Oversigt over lægmandens betegnelser og juristens betegnelser:
| Hovedkategori | Lægmandens betegnelse                                                                                       | Juristens betegnelse                                                                           | Eksempler | Karakteristik | Andre Noter   |
| ------------- | --- | ---------------------------------------------------------------------------------------------- | --- | --- | ------------- |
| 1)            | Lov og paragraf                                                                                             | Lov og lovbestemmelse                                                                          | Hvis ikke arvelader har skrevet et gyldigt testamente, så arver dennes børn lige, jf. arveloven § 1, stk. 1, 2. pkt. ------------------------------- Straf kan kun pålægges for et forhold, hvis strafbarhed er hjemlet ved lov, eller som ganske må ligestilles med et sådant, jf. straffeloven § 1, 1. pkt. | Lov er en skreven retskilde; jf. Grundloven § 22. ---------------------------- Lov har udtrykkelig hjemmel i Grundloven § 1, 1. pkt.                   | [ 22 ]        |
| 2)            | Præcedens (også kaldet præcedensdannende dom) betegner tidligere dom i sag med lignende fakta.              | Retspraksis (sjældnere domspraksis); eller præjudikat, især hvis Højesteret har afsagt dommen. | Et bibliotek må gerne indføre regler om lokale anstaltsforhold, hvilket kan udledes af dommen U.1988.731(2) Ø. ------------------------------- En kommune har pligt til at vejlede en borger i fleksjob om regler for ret til invalideringsydelse; det kan udledes af dommen U.2019.519.                      | Retspraksis kan ofte læses. ------------------------------- Retspraksis har udtrykkelig hjemmel i Grundloven § 1, 3. pkt.                              | [ 28 ]        |
| 3)            | Princip | (Rets)grundsætning [sjældnere (rets)princip], der er udledt af (fast) retspraksis.             | En overtrædelse af culpareglen medfører som udgangspunkt erstatningsansvar. ------------------------------- Det følger af proportionalitetsprincippet, at der skal være sammenhæng mellem en offentlig myndigheds mål og midler.                                                                              | Af dommen U.1965.126 H kan det udledes, at en retsgrundsætning er bindende. ------------------------------- Retsgrundsætning er en uskreven retskilde. | [ 35 ] [ 36 ] |
| 4)            | Hyppigt fuldt handlemåde, der har været fulgt længe. Resultatet af handlemåden minder om en hævdvunden ret. | Sædvane er blevet til retssædvane.                                                             | Ifølge en retssædvane har ”Folketingets Finansudvalg kompetence til at give ministre bevilling til at afholde udgifter.” ------------------------------- Østre Landsret udtalte, at der gælder en retssædvane for at fastsætte værdi af danefæ; se dommen U.1991.164.                                         | Retssædvane er en uskreven retskilde. | [ 41 ] [ 42 ] |

1) Den vigtigste type retskilde er lovbestemmelse (paragraf), der pga. sin skrevne form er den lettest tilgængelige type retskilde. Det følger af Grundloven § 22, at en lov skal kundgøres (offentliggøres). Offentliggørelse sker ofte i Lovtidende og på Retsinformation.dk
2) Retspraksis (præcedens) er også en vigtig retskilde. For at undgå vilkårlighed i retssystemet og ved domsafsigelse tilstræbes, at lige forhold bedømmes ens. Det følger af domstolshierarkiet, at en dom, der er afsagt af Højesteret kan blive en særligt vigtig retskilde som præjudikat.
3) En retsgrundsætning er et uskrevet princip, som ikke er lovfæstet. Kendte eksempler på retsgrundsætninger er proportionalitetsgrundsætningen og culpareglen, som fastlægger et erstatningsansvar, hvis tiltalte i en situation har handlet culpøst (ansvarspådragende). Retsgrundsætning er udviklet af retspraksis. Men ikke alle jurister er enige i, at retsgrundsætninger udgør sin egen retskildetype.
4) En retssædvane beskriver en handlemåde, som retsanvender har fulgt længe og til stadighed og i den tro, at retsanvender var forpligtet til at følge den handlemåde. Den nære relation mellem lov og sædvane fremgår af aftaleloven: "lov eller sædvane" (aftaleloven § 10, stk. 2). Se også købeloven § 62, stk. 2. Det er hovedreglen, at en retssædvane gælder på lovs niveau; retssædvane må ikke stride mod en lov; endvidere kan en ny lov ophæve en retssædvane.
5) Forholdets natur kan være en retskilde; men ikke alle jurister en enige i, at forholdets natur udgør en retskilde. Så forholdets natur er meget omdiskuteret. Selv om forholdets natur er nævnt i enkelte bestemmelser i retsplejeloven; bl.a. i §§ 207 og 210. Forholdets natur dækker over lidt friere overvejelser i afvejningen af modstående hensyn.
Forholdets natur kan efter omstændighederne omfatte rimelighed. At opfatte rimelighed som retskilde har belæg i erstatningsansvarsloven (EAL) § 23, stk. 1: “findes rimeligt under hensyn til ...” henholdsvis EAL § 24, stk. 1: “Erstatningsansvar kan nedsættes eller bortfalde, når ansvaret vil virke urimeligt tyngende for den erstatningsansvarlige, ...”
Se også forsikringsaftaleloven (FAL) § 37, stk. 1: “ ... med rimeligt fradrag for værdiforringelse ved alder, brug, nedsat anvendelighed eller andre omstændigheder.” Rimeligt er også nævnt i straffeloven § 13, stk. 2 om lovligt nødværge. Forholdets natur kan også betyde afvejning af modstående hensyn.

#### Diskussioner
1) Hierarki eller ej
Det er omdiskuteret, om retskilder danner et hierarki, eller om hver type retskilde har lige stor betydning, så fx forholdets natur har lige så stor betydning som retspraksis.
2) Forarbejder som retskilde eller blot som fortolkningsbidrag
Et andet omdebatteret spørgsmål er, om forarbejder blot er et supplement til lovbestemmelser, der inddrages ved lovens fortolkning.
3) Ikke indeholdt i de fire hovedkategorier
EU's retsakter er ikke indeholdt i de fire hovedkategorier (se nedenfor).
Både aftaler og standarder, som fx Dansk Standard og ISO, kan udgøre privatretlige retskilder.
Oversigt over retskildeværdi:
|                | De vigtigste retskildetyper, som er relevante for en borger. | De vigtigste retskildetyper, som er relevante for en borger.                                                                       |
| -------------- | --- | --- |
| Retskildeværdi | | Disse retskilder er udgået fra retsanvender (domstol), jf. Grundloven § 3, 3. pkt.                                                 |
| Høj            | 1) Lovbestemmelse er en borger forpligtet af. Loven har hjemmel i Grundloven § 3, 1. pkt. Lovbestemmelse kan også kaldes paragraf.                                             | 2) Retspraksis er en tidligere dom i sag med lignende fakta (også kaldet præcedens, mens Højesteretsdom ofte betegnes præjudikat). |
| Høj            | 4) Retssædvane, som borger tror, at han er forpligtet af; og som domstol har accepteret. Retssædvane må ikke stride mod en lov; endvidere kan en ny lov ophæve en retssædvane. | 3) Retsgrundsætning er udviklet af retspraksis.                                                                                    |
| lav            | 5) Forholdets natur inkl. Retstradition og Rimelighed(sbetragtninger) | 5) Forholdets natur inkl. Retstradition og Rimelighed(sbetragtninger)                                                              |

Som en modsætning til begrebet retskildehierarki, altså et hierarki af retskilders værdi, var Henrik Zahle i stedet fortaler for begrebet retskildepolycentri.

### Tidligere retskilde
I 1800-tallet var det ikke ualmindeligt at tælle naturretten med til en retskilde i dansk ret, men den opfattelse findes næppe mere.

### Ikke retskilde for domstole
Folketingets Ombudsmands beretning (FOB) er ikke en retskilde for domstolene, men blot en vejledende udtalelse. Men efter omstændighederne kan FOB være en retskilde for offentlige forvaltningsmyndigheder.

### Den retlige trinfølge
Foruden retskildehierarkiet findes også den retlige trinfølge. Den retlige trinfølge udspringer af legalitetsprincippet.
Den retlige trinfølge består af tekster, der tydeligt udspænder et hierarki:
- Grundloven er den højest rangerende retskilde.[89]
- Almindelig lov
- Ministeriel bekendtgørelse (sjældnere kongelig anordning)[90] er bindende for borger, virksomhed og offentlig myndighed[91] (ligesom en lov). En bekendtgørelse har hjemmel i en lov.[91] Både bekendtgørelse og lov offentliggøres i Lovtidende og på Retsinformation.dk[92]
- Cirkulære (også kaldet tjenestebefaling[93] eller instruks) er kun bindende for den offentlige myndighed, som cirkulæret er rettet til.[94] Cirkulære har hjemmel i lov eller i en bekendtgørelse, som så har hjemmel i en lov.[95]
- Planer
  - kommuneplan, som kun er bindende for den offentlige myndighed).
  - lokalplan, som er bindende for både borger og den offentlige myndighed. En lokalplan har hjemmel i planloven;[96] nærmere planlovens kapitel 5.[97] En lokalplan må ikke stride mod kommuneplanen.[98] Desuden findes servitutter.[99]
- Vejledning er næppe bindende. Dog er nogle dele af Finansministeriets Økonomisk Administrative Vejledning (ØAV) bindende.[100]

For den offentlige forvaltning (især kommunal forvaltning) findes endvidere:
- administrativ praksis[101][102]
- retningslinjer[103]
- rettesnor[104]
- paradigmer i digitalisering[105]
- Myndighedsguiden på Folketingets Ombudsmands hjemmeside[106]
- regulativer og vedtægter[107]
- redegørelse og udredning[108][109]

## EU's retsakter
EU-retten støtter sin påstand om forrang over national ret på en dom, som den daværende EF-Domstol afsagde i 1964. Men med sin dom i Ajos-sagen har Højesteret vist, at national ret (i nogle tilfælde) kan ignorere EU-ret.

### Hierarki af EU's retsakter
Primær ret omfatter Lissabontraktaten, som består af tre dele: Traktaten om den Europæiske Union (TEU) og Traktaten om den Europæiske Unions Funktionsmåde (TEUF) samt den Europæiske Unions Charter om grundlæggende rettigheder.
Sekundær ret omfatter såvel de bindende retsakter:
- forordning gælder straks og har direkte virkning[114]
- direktiv skal implementeres i national ret[115]
- EU-Domstolens afgørelse er bindende for alle juridiske personer i et medlemsland.[116] Mens EU-kommissionens afgørelse kun er bindende for adressaten.[117]
- delegerede retsakter giver Kommissionen mulighed for at vedtage supplerende lovgivning[118]
- gennemførelsesretsakter sikrer ensartet gennemførelse i alle medlemslande.[118]

som de ikke bindene retsakter:
- henstilling fra EU-Kommissionen til medlemslande.[119]
- udtalelse kan komme fra enhver EU-institution.[119]

## Retskilder ifølge leksika

### Den Store Danske
Den trykte udgave af konversationsleksikonet Den Store Danske Encyklopædi - Danmarks Nationalleksikon definerer retskilder som "de faktorer, som danner grundlaget for at opnå viden om, hvad der er gældende ret"; endvidere nævner Den Store Danske Encyklopædi disse typer retskilder:
Love og retspraksis som de to vigtigste; især retsafgørelser (altså præjudikater fra Højesteret, EU-Domstolen og den Europæiske Menneskerettighedsdomstol.)
Hertil kommer retssædvaner og aftaler samt lovforarbejder. Endvidere er administrativ praksis og udtalelser fra Folketingets Ombudsmand nævnt. Endelig findes også forholdets natur og retsvidenskabens analyser.

### Juridisk Ordbog
Ifølge specialleksikonet Juridisk Ordbog omfatter retskilder "de måder, hvorpå retsregler kan dannes". Ordbogen betegner følgende som retskilder: Lovgivning (i bred forstand, så også retsregler, som er udstedt i henhold til lov også er omfattet). Hertil kommer fortolkningsvarianter af lovbestemmelser. Domstolspraksis og administrativ praksis udgør en anden kategori af retskilder. Retssædvaner og lignende sædvaner udgør en tredje kategori. Som den fjerde og sidste kategori findes forholdets natur, der dog er en omstridt retskilde.
Derimod er juridisk litteratur ikke en retskilde; (så her er Juridisk Ordbog uenig med Den Store Danske.) I dag er den opfattelse, at retskilder udgør et hierarki blevet forladt.

## Retskilder ifølge fire juridiske lærebøger
Juraens verden definerer retskilder som "de autoritative kilder, hvoraf retten springer."
Mens At tænke juridisk forstår retskilder sådan: "Ved løsningen af juridiske problemer søger juristen hjælp i (...) retskilder".
Den juridiske løsning opfatter retskilde som noget, der "kan indeholde en retsregel eller indeholde grundlag for en retsregel."
"Retskilder er det normative materiale, som retssystemet består af."
Skema over retskilder
| Lovgivning                                                            | EU-ret eller Folkeret        | Praksis                                                                      | Øvrige retskilder                                                 |
| --------------------------------------------------------------------- | ---------------------------- | ---------------------------------------------------------------------------- | ----------------------------------------------------------------- |
| Grundloven                                                            | traktater eller konventioner | domstolspraksis afgørelser: domme el. frifindelser kendelser                 | retsgrundsætninger                                                |
| love                                                                  | forordninger                 | administrativ praksis forskellige ankenævns praksis: afgørelser og kendelser | retssædvaner                                                      |
| lovforarbejder betænkninger høringssvar ministerens svar på spørgsmål | direktiver                   | Ombudsmandens praksis: Folketingets Ombudsmands Beretning (FOB)              | aftaler og kontrakter                                             |
| bekendtgørelser samt lokale anordninger og lokale vedtægter           | afgørelser henstillinger     | sædvaner                                                                     | standarder (fx ISO og Dansk Standard)                             |
| cirkulærer og instrukser                                              | konklusioner og resolutioner | (branche)kutymer                                                             | kollektive overenskomster                                         |
| vejledninger                                                          | vejledninger                 |                                                                              | forholdets natur: afvejning af modstående hensyn og retstradition |
| planer:planer fra regionen, kommuneplan og lokalplan                  |                              |                                                                              |                                                                   |
| andre interne retningslinjer                                          |                              |                                                                              |                                                                   |
| servitutter                                                           |                              |                                                                              |                                                                   |

Skemaet er udarbejdet frit efter flere juridiske lærebøger.

## En sigende retsgrundsætning
Retsgrundsætningen ignorantia juris non nocet betyder egentlig: ukendskab til lovgivningen fritager ikke for ansvar. Men denne retsgrundsætnings betydning kan mere sigende oversættes: ukendskab til retskilder samt deres fortolkning og anvendelse fritager hverken for ansvar eller straf.
Det fremgår af dommen U.1980.205 H, at en juridisk person kan blive dømt til at betale en erstatning for at overtræde culpareglen; selvom culpareglen ikke er en lov, men derimod en retsgrundsætning. Det er altså muligt at blive dømt på trods af, at den idømte ikke har overtrådt nogen lov. Men det strider ikke mod det strafferetlige princip om ingen straf uden lov. Det skal sammenholdes med, at kun en lov skal offentliggøres, jf. Grundloven § 22. Altså kan det være vanskeligt at kende alle retsgrundsætninger, som kan føre til domfældelse.